# Descendance de Napoléon Ier
Pour un article plus général, voir Napoléon Ier.

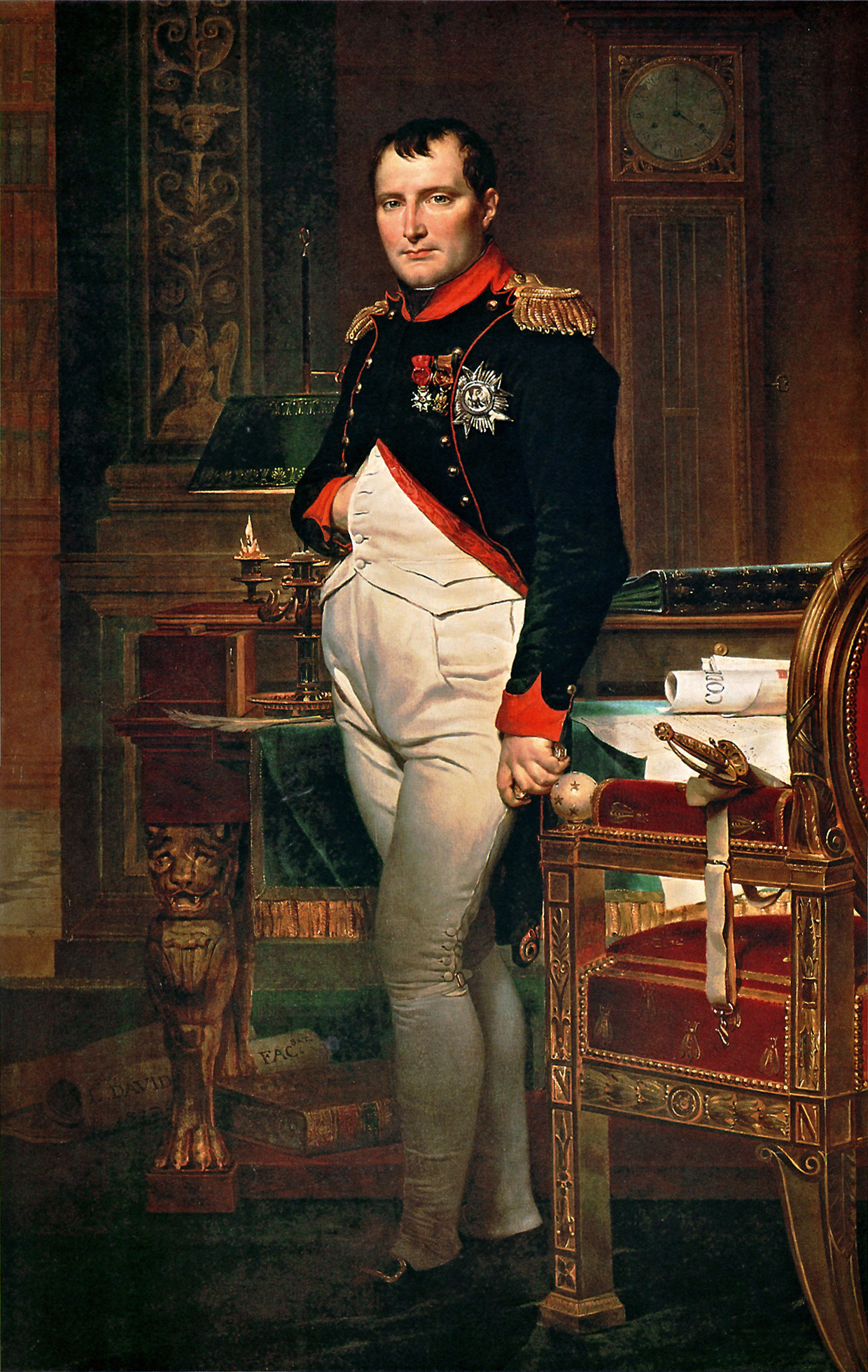
L'empereur Napoléon (1769-1821).

La descendance de Napoléon désigne l'ensemble des personnes ayant pour ancêtre Napoléon Ier, empereur des Français (1769-1821).
Officiellement, l'empereur n'a eu qu'un seul enfant légitime[réf. nécessaire] : Napoléon François Joseph Charles Bonaparte connu aussi sous le nom de Napoléon II, lui-même décédé sans enfant en 1832.
En revanche, Napoléon a eu un certain nombre d'enfants « illégitimes » nés de ses liaisons extra-conjugales. Par définition, ils ne sont pas considérés comme faisant partie de la famille Bonaparte, la succession impériale étant reprise par les neveux de l'empereur, d'abord par Napoléon III puis par le prince Napoléon. Napoléon a également eu trois enfants adoptés : Eugène et Hortense de Beauharnais (adoptés le 8 mars 1796), et Stéphanie (adoptée le 4 mars 1806).
Les descendants de Napoléon sont donc en grande partie issus de la descendance naturelle et adoptive, et non légitime.

## Les enfants

### Enfant légitime
Après son divorce avec Joséphine de Beauharnais, Napoléon se marie une seconde fois, le 2 avril 1810 avec l'archiduchesse Marie-Louise d’Autriche, qui lui donne un fils onze mois plus tard :
- Napoléon François Joseph Charles Bonaparte (20 mars 1811-22 juillet 1832), roi de Rome, duc de Reichstadt, connu également sous le nom de Napoléon II, bien qu’il n’ait jamais régné qu’en théorie et ce pendant quinze jours, entre la deuxième abdication de Napoléon et la Seconde Restauration. Prince impérial, il est titré roi de Rome à sa naissance, celui-ci est un empereur de jure éphémère en 1815. Il finit sa vie en Autriche avec le titre de duc de Reichstadt ; il y meurt, à 21 ans, sans alliance ni enfants, entraînant l'extinction totale de la branche aînée. En 1832, la branche de Joseph Bonaparte, frère de Napoléon, lui succède.

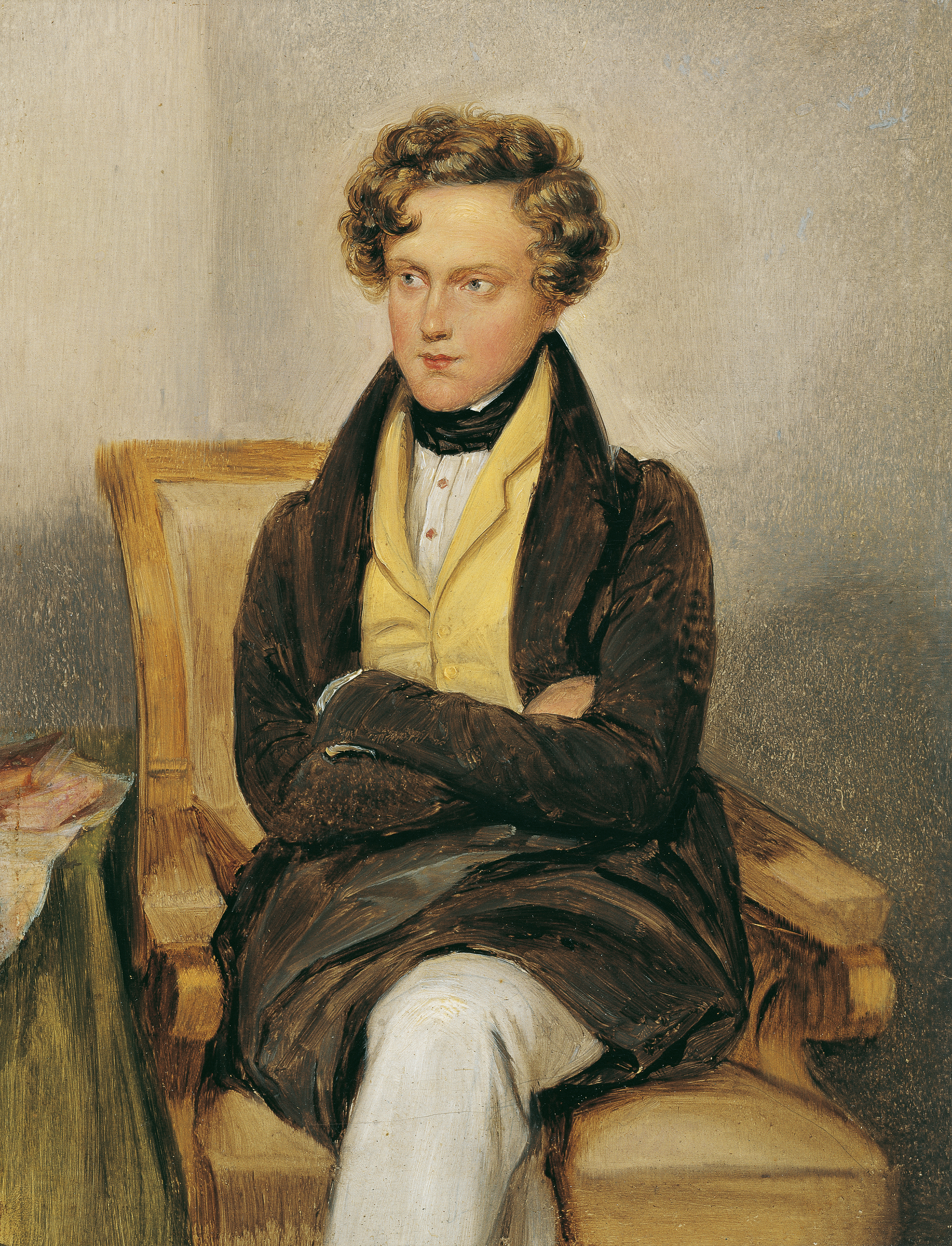
Napoléon II (1811-1832)

### Enfants adoptifs
Napoléon Bonaparte épouse en premières noces le 9 mars 1796 à Paris, Joséphine de Beauharnais qui devient impératrice à l'avènement de son mari. Déjà mère de deux enfants, Joséphine ne parvient pas à donner un héritier à l'empereur. Le mariage de Napoléon et de Joséphine demeure stérile, cause de leur divorce le 16 décembre 1809. Néanmoins, il s'occupe des enfants de cette dernière qu'il adopte dès leur mariage. Lors de l'avènement de l'Empire, ils reçoivent la qualification d'Altesse impériale :
- Eugène de Beauharnais (1781-1824), que Napoléon nomme général de brigade. Ce dernier lui fait confiance et n'hésite pas à s'appuyer sur lui dont la devise est « Honneur et Fidélité »[3]. Après la campagne de 1805, Eugène épouse[4] la princesse Augusta-Amélie de Bavière, et Napoléon l'investit du titre de « prince de Venise » en le faisant l'héritier présomptif de la couronne d'Italie.
- Hortense de Beauharnais (1783-1837), dont Napoléon organise le mariage avec son frère Louis Bonaparte, roi de Hollande de 1806 à 1810.

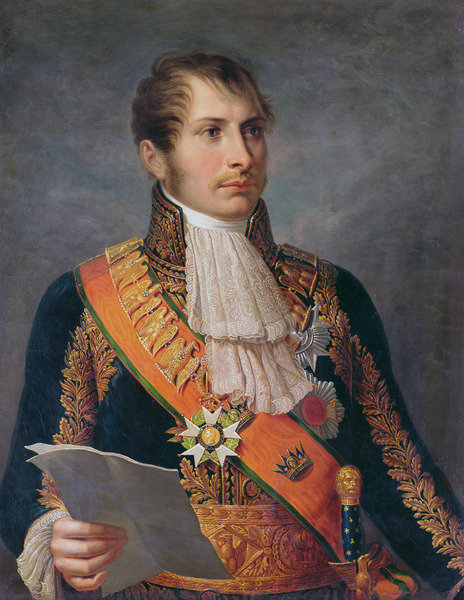
Eugène de Beauharnais (1781-1824)
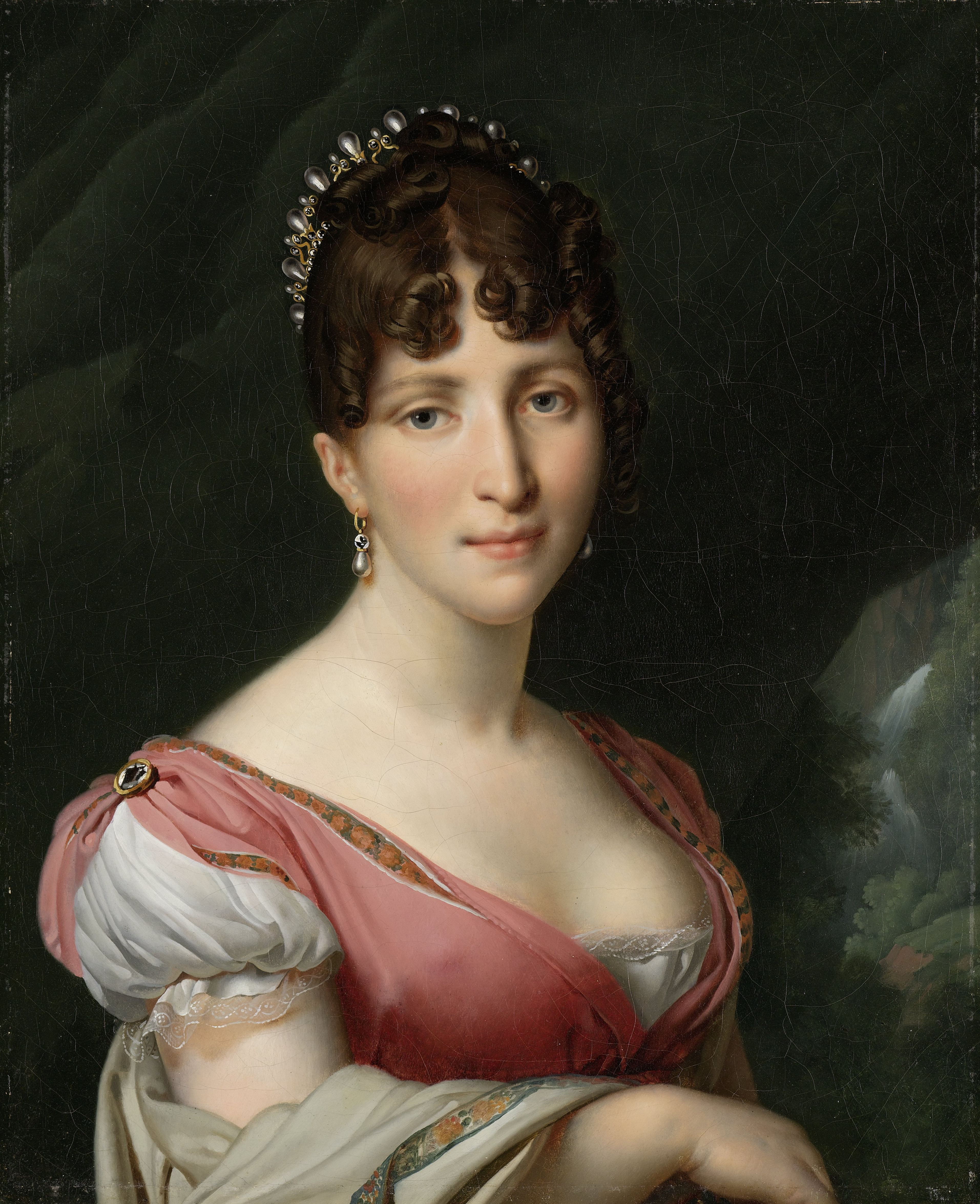
Hortense de Beauharnais (1783-1837)

Le 4 mars 1806, Napoléon adopte une nièce de Joséphine et cousine d'Eugène et Hortense. Cette dernière est adoptée par Napoléon et Joséphine :
- Stéphanie de Beauharnais (1789-1860), qui est ramenée de Saint-Germain aux Tuileries, et est accueillie avec affection par l'empereur, qui la traite comme sa propre fille[2]. Surtout, elle reçoit préséance sur toutes les autres princesses françaises, y compris sur Hortense et Augusta-Amélie, respectivement fille et belle-fille de l'impératrice. Stéphanie épouse, comme prévu, le 8 avril 1806 à Paris, le grand-duc héritier Charles de Bade durant une cérémonie pour laquelle Napoléon déploie tous les fastes de l'Empire[6].

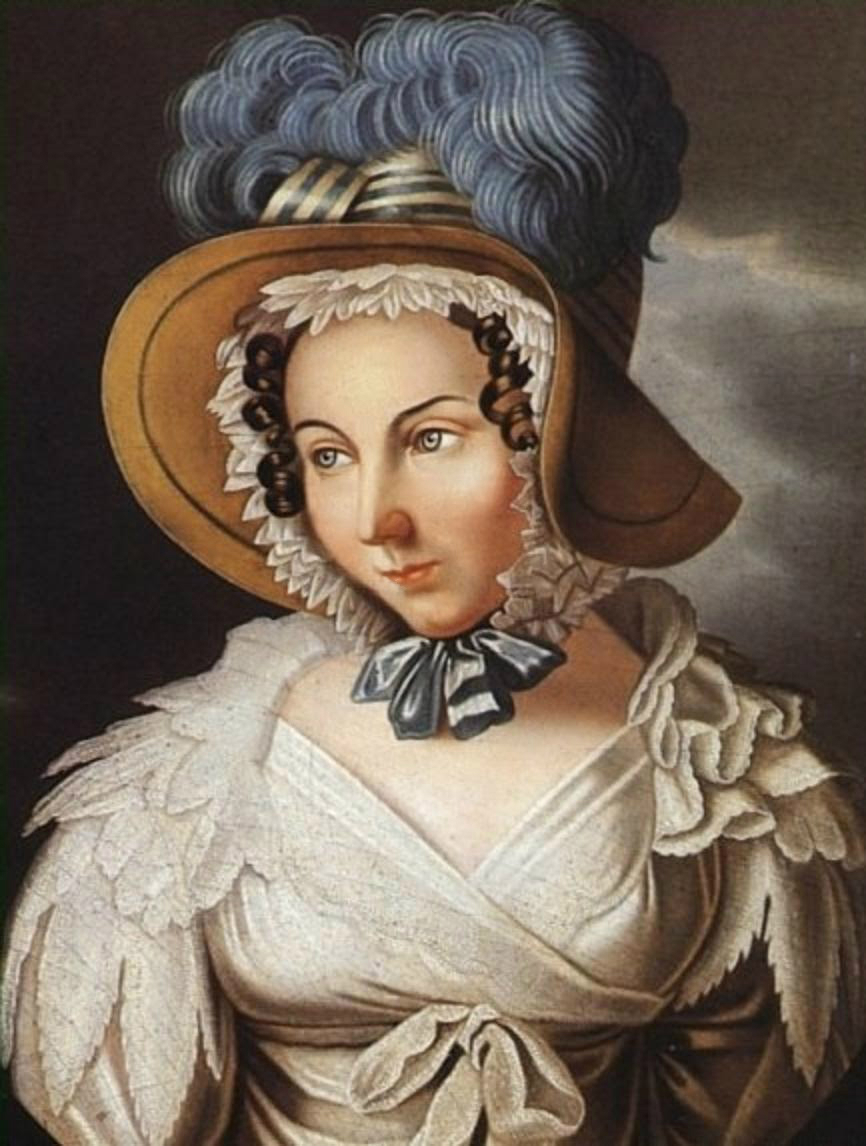
Stéphanie de Beauharnais (1789-1860)

### Enfants naturels
Napoléon crut qu’il était stérile jusqu'au jour où une suivante de sa sœur Caroline, Catherine Éléonore Denuelle de la Plaigne, lui donna un fils :
- Charles Léon (1806-1881), dont l'empereur lui choisit ce nom, « Léon », pour ne pas l'appeler clairement « Napoléon ». Il fut bientôt appelé le « comte Léon ».

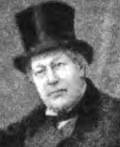
Charles Léon (1806-1881)

C'est ainsi que Napoléon se décida à répudier son épouse pour fonder une dynastie quelques années plus tard. Par la suite, l'empereur donne naissance à un autre fils naturel avec la comtesse Walewska :
- Alexandre, comte Walewski (1810-1868), fait comte de l'Empire par un décret impérial du 5 mai 1812, et qui fut ministre et sénateur sous le règne de son cousin Napoléon III.

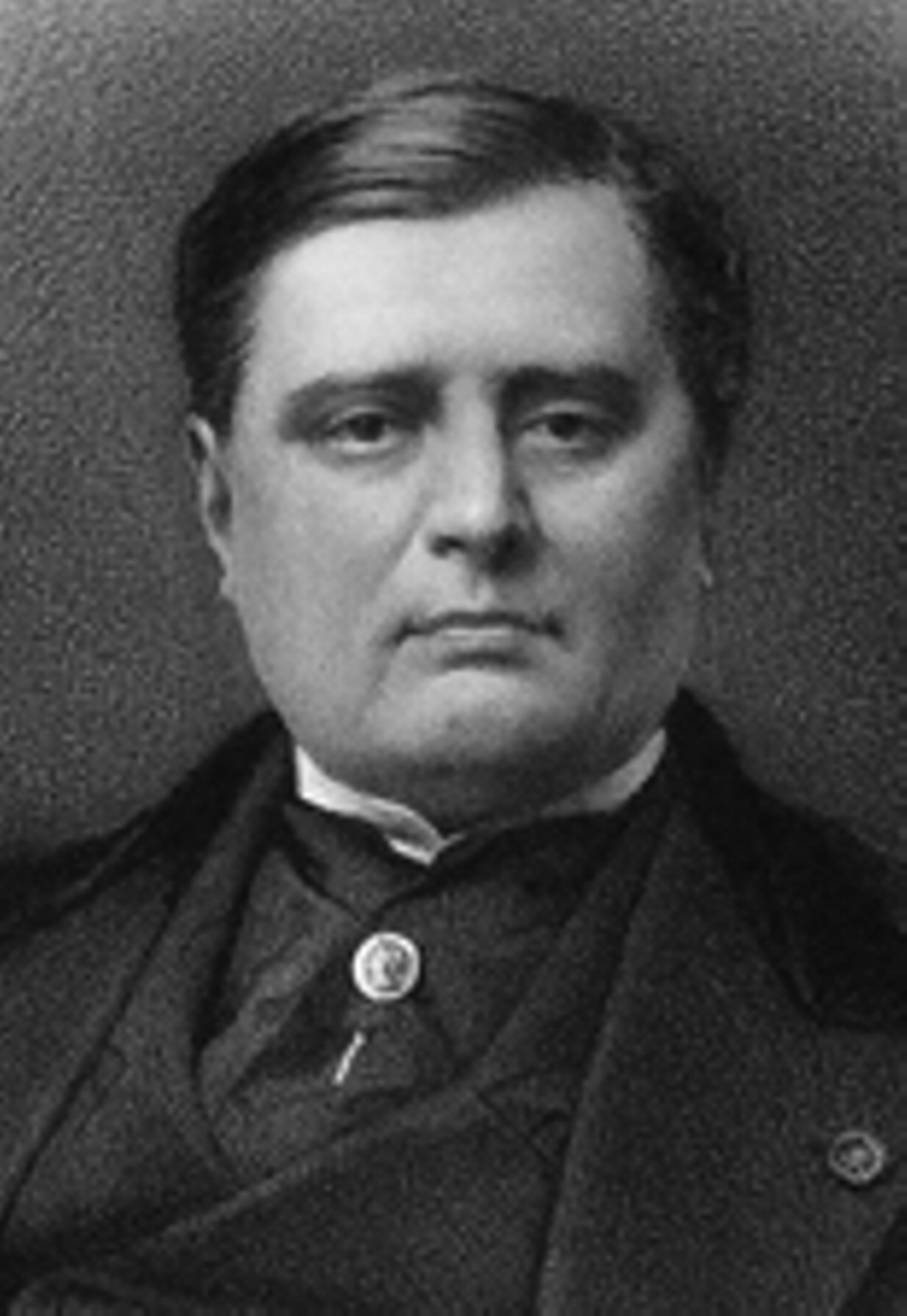
Alexandre Colonna Walewski (1810-1868)

Lors d’une escale à Lyon, Napoléon aurait eu une aventure avec une certaine Françoise-Marie-Émilie Le Roy, (elle-même fille d’Amable Le Roy, maître imprimeur de Lyon, et de Marie-Angélique Chevrillon), qui donne naissance à une fille :
- Émilie Pellapra (1806-1871), qui fut, par ses unions successives, comtesse de Brigode, puis princesse de Chimay.

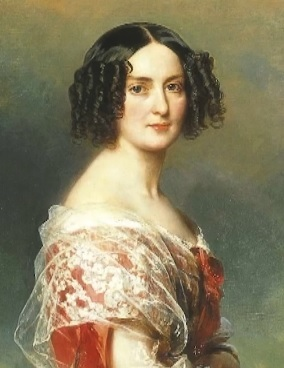
Émilie Pellapra (1806-1871)

Entre 1809 et 1810, Napoléon aura un autre fils illégitime issu de sa liaison avec une aristocrate autrichienne du nom de Victoria Kraus von Wolfsberg (de) :
- Eugen Megerle von Mühlfeld (de) (1810-1868), juriste et homme politique libéral autrichien.

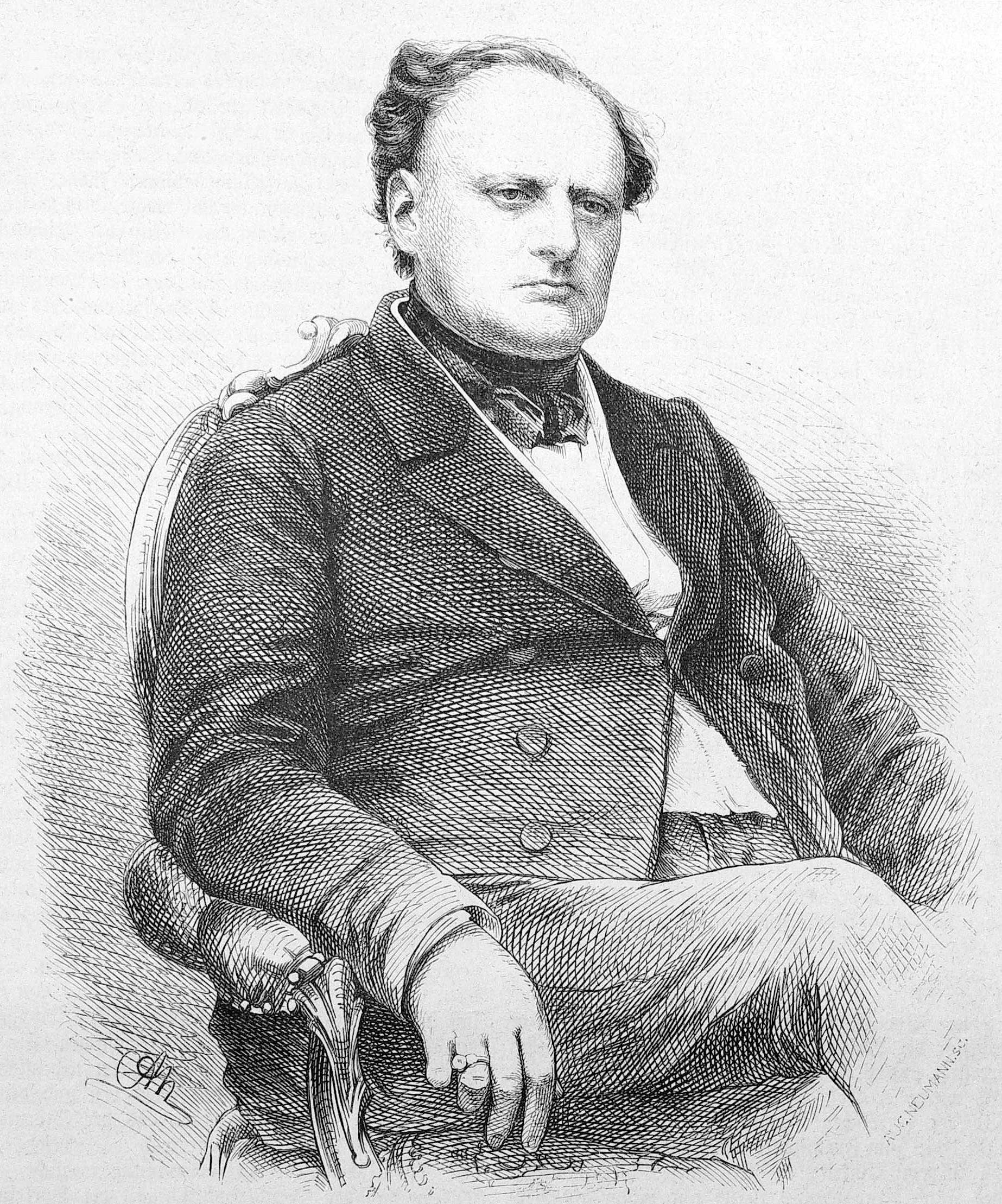
Eugen Megerle de Mühlfeld (1810-1868)

## Les petits-enfants
Du côté de son fils légitime, Napoléon n'eut aucune descendance. Ses enfants naturels, quant à eux, ont eu plusieurs descendants.

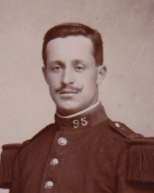
Charles Léon (1855-1894)
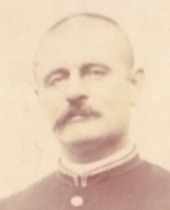
Gaston Léon (1857-1937)
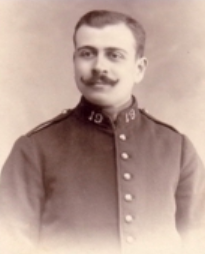
Fernand Léon (1861-1918)
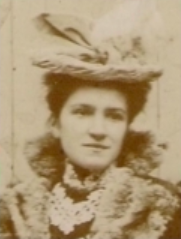
Charlotte Léon (1867-1946)
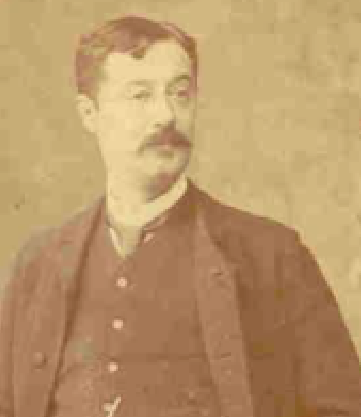
Alexandre II Walewski (1844-1898)
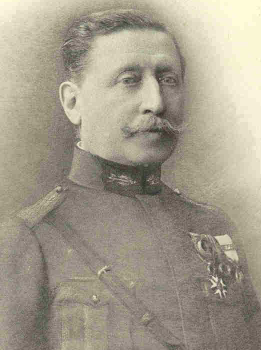
Charles Colonna Walewski (1848-1916)
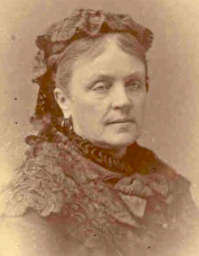
Catherine-Elisabeth-Elise Walewska (1849-1927)
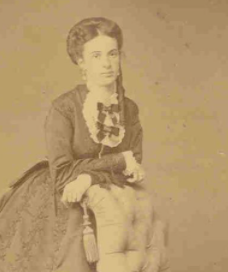
Eugénie-Louise-Irène Walewska (1856-1884)

## Les arrière-petits-enfants

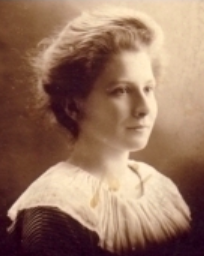
Fernande Léon (1884-1966)
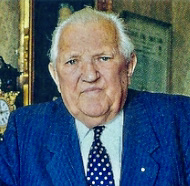
Charles Léon (1911-1994)
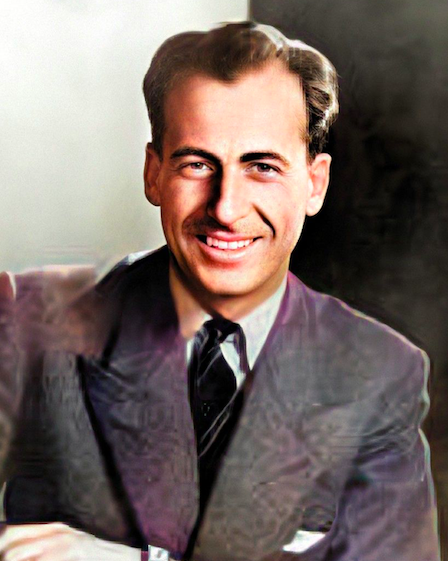
André Colonna Walewski (1871-1954)

## Descendants actuels

### 5egénération

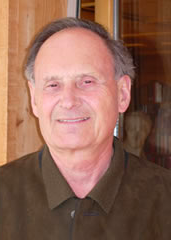
Alexandre Colonna Walewski
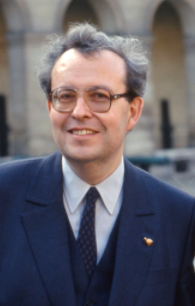
Charles-André Colonna Walewski